# Карвуджем
Карвуджем — деревня в составе сельского поселения Грива Койгородского района республики Коми. Численность населения деревни составляет 6 человек (2023).

## Географическое положение
Деревня расположена примерно в 5 километрах на запад от центра сельсовета села Грива и примерно в 19 километрах на северо-запад от районного центра села Койгородок.

## Климат
Климат умеренно-континентальный с наименее суровыми условиями. Лето короткое, средняя продолжительность безморозного периода 102 дня, зима длинная, холодная, с устойчивым снежным покровом. Средняя годовая температура воздуха составляет 1 ºС. Среднемноголетнее количество годовых осадков 622 мм.

## История
Деревня впервые была упомянута в 1784 году как деревня Карвуджемская. Тогда в ней проживало 95 жителей в 16 дворах. В 1859 году имелось 158 жителей и 22 двора. В 1892 году — 237 жителей. В 1916 году 48 дворов и 281 житель. Население занималось сельским хозяйством. В 1926 году в деревне было 63 двора, 289 жителей. К 1970 году осталось 116 человек, в 1979 году — 55, а в 1989 — всего 10.

## Население
В 2002 году было учтено 10 постоянных жителей (70 % коми). В 2010 году учтено 4 постоянных жителя.